# Металоглобус (Бухарест)
Футбольний клуб «Металоглобус Бухарест» (рум. Fotbal Club Metaloglobus București), відомий також під короткою назвою Металоглобус — професійний румунський футбольний клуб із міста Бухарест, який грає в Лізі ІІ, другому дивізіоні румунського футболу.

## Історія
Команда «Металоглобус Бухарест» була заснована в 1923 році як футбольна команда фабрики «Металоглобус», потужної фабрики, яку того ж року заснував австрійський промисловець Манфред Вайс. Фабрика отримала більший розвиток у комуністичний період, і виробляла різноманітні вироби зі сталі та заліза, зокрема як ліхтарі, кулі, котли, а з 1965 року почала виробляти іграшки. Після Румунської революції 1989 року у фабрики розпочались фінансові проблеми, і в 2000 році її придбав сирійський бізнесмен Імад Кассас.
Футбольна команда поступово досягала успіхів. Майже весь час свого існування клуб грав в аматорських лігах Бухареста, аж до 2011 року, коли виграв зональний турнір четвертого дивізіону Бухареста, та кваліфікувався до плей-оф Ліги III, де програв «Рапіду» (Клезані), чемпіону повіту Джурджу. Після того, як того літа багато команд третьої ліги вибули зі змагань, «Металоглобус» отримав запрошення до третього дивізіону. Протягом 5 сезонів поспіль команда завжди посідала місце у верхній половині турнірної таблиці, а її найкращим результатом було третє місце в сезонах 2012—2013 та 2015—2016 років.
«Металоглобус» фінішував першим за підсумками сезону 2016—2017 років, випереджаючи «Віїторул Домнешті», який посідав друге місце, на 11 очок, і вперше у своїй історії вийшов до Ліги II. Перший сезон клубу в другому дивізіоні видався складним, і «Металоглобус» не зумів уникнути зони вильоту, фінішувавши 16-им. Однак команді вдалося врятуватися від вильоту після вибуття з турніру клубу «Афумаці», який посів п'яте місце.

## Стадіон
Клуб проводить свої домашні матчі на стадіоні «Металоглобус» у бухарестському районі Пантелімон. Стадіон перебував на реконструкції з 2011 по 2015 рік; у цей період команда проводила свої домашні матчі на стадіоні «Клінчень» та на центральному стадіоні Румунського національного футбольного центру.